# یوگنی کولیکوفسکایا
یوگنی کولیکوفسکایا (انگلیسی: Evgenia Kulikovskaya؛ زادهٔ ۲۱ دسامبر ۱۹۷۸) یک تنیس‌باز اهل روسیه است.